# Поріччя (Молодечненський район)
Поріччя (біл. вёска Парэчча) — село в складі Молодечненського району Мінської області, Білорусь. Село підпорядковане Городилівській сільській раді, розташоване в західній частині області.